# Лінкольн (Небраска)
Лінкольн (англ. Lincoln) — місто (англ. city) у центральній частині  США, в окрузі Ланкастер адміністративний центр штату Небраска. Населення — 258 379 осіб (2010), у межах агломерації 298,0 тисяч осіб (2009 рік). Назване на честь колишнього президента Авраама Лінкольна. У місті розташований Університет Небраски з 24 тисячами студентів.
Місто названо одним з найздоровіших міст Америки у 2008 році.

## Історія
Лінкольн заснований як селище Ланкастер 1856 року. Селище стало центром новоутвореного округу Ланкастер у 1859 році. 1867 року Ланкастер перейменований на Лінкольн й набув стану столиці Небраски.

## Географія
Лінкольн розташований за координатами 40°48′32″ пн. ш. 96°40′49″ зх. д. / 40.80889° пн. ш. 96.68028° зх. д. (40.808957, -96.680354).  За даними Бюро перепису населення США в 2010 році місто мало площу 234,03 км², з яких 230,80 км² — суходіл та 3,23 км² — водойми.

### Клімат
Середньодобова температура липня — +25 °C, січня — −5 °C. Щорічних опадів 721 мм з дощовим сезоном у квітні-вересні.
| Клімат : Лінкольн                                          | Клімат : Лінкольн | Клімат : Лінкольн | Клімат : Лінкольн | Клімат : Лінкольн | Клімат : Лінкольн | Клімат : Лінкольн | Клімат : Лінкольн | Клімат : Лінкольн | Клімат : Лінкольн | Клімат : Лінкольн | Клімат : Лінкольн | Клімат : Лінкольн | Клімат : Лінкольн |
| Показник                                                   | Січ.              | Лют.              | Бер.              | Квіт.             | Трав.             | Черв.             | Лип.              | Серп.             | Вер.              | Жовт.             | Лист.             | Груд.             | Рік               |
| Абсолютний максимум, °C                                    | 22,8              | 28,3              | 32,8              | 36,1              | 40,0              | 42,2              | 46,1              | 43,3              | 41,1              | 36,7              | 29,4              | 23,9              | 46,1              |
| Середній максимум, °C                                      | 1,9               | 4,5               | 11,3              | 17,9              | 23,4              | 29,0              | 31,7              | 30,4              | 25,9              | 18,8              | 10,2              | 2,9               | 17,3              |
| Середній мінімум, °C                                       | −10,1             | −7,8              | −2,3              | 3,8               | 10,3              | 16,1              | 18,9              | 17,7              | 11,9              | 4,8               | −2,4              | −8,7              | 4,3               |
| Абсолютний мінімум, °C                                     | −36,1             | −32,2             | −28,3             | −16,1             | −4,4              | 3,9               | 7,2               | 3,9               | −3,3              | −16,1             | −26,1             | −32,8             | −36,1             |
| Середня кількість сонячних годин на місяць                 | 176,8             | 167,6             | 211,9             | 236,4             | 273,3             | 314,4             | 329,9             | 294,9             | 236,4             | 216,9             | 156,4             | 146,8             | 2761              |
| Норма опадів, мм                                           | 16                | 20                | 49                | 69                | 109               | 110               | 86                | 89                | 77                | 50                | 36                | 24                | 735               |
| Днів з опадами                                             | 5,4               | 5,7               | 8,1               | 9,5               | 11,8              | 10,4              | 9,1               | 8,7               | 7,4               | 6,9               | 5,9               | 6,3               | 95,2              |
| Днів зі снігом                                             | 4,7               | 4,0               | 2,5               | 0,8               | 0                 | 0                 | 0                 | 0                 | 0                 | 0,2               | 1,9               | 4,2               | 18,3              |
| Вологість повітря, %                                       | 70.3              | 72.5              | 69.1              | 63.6              | 66.9              | 65.2              | 65.4              | 68.9              | 70.1              | 67.1              | 71.5              | 73.1              | 68.6              |
| ---------------------------------------------------------- | ----------------- | ----------------- | ----------------- | ----------------- | ----------------- | ----------------- | ----------------- | ----------------- | ----------------- | ----------------- | ----------------- | ----------------- | ----------------- |
| Джерело: NOAA (відносна вологість і сонячні дні 1961–1990) |                   |                   |                   |                   |                   |                   |                   |                   |                   |                   |                   |                   |                   |

## Демографія
Згідно з переписом 2010 року, у місті мешкало 258 379 осіб у 103 546 домогосподарствах у складі 60 300 родин. Густота населення становила 1104 особи/км².  Було 110546 помешкань (472/км²).
Расовий склад населення:
| - 86,0 % — білих - 3,8 % — чорних або афроамериканців - 3,8 % — азіатів - 0,8 % — корінних американців - 0,1 % — вихідців з тихоокеанських островів - 2,5 % — осіб інших рас |

До двох чи більше рас належало 3,0 %. Частка іспаномовних становила 6,3 % від усіх жителів.
За віковим діапазоном населення розподілялося таким чином: 22,7 % — особи молодші 18 років, 66,6 % — особи у віці 18—64 років, 10,7 % — особи у віці 65 років та старші. Медіана віку мешканця становила 31,8 року. На 100 осіб жіночої статі у місті припадало 100,1 чоловіків;  на 100 жінок у віці від 18 років та старших — 99,1 чоловіків також старших 18 років.
Середній дохід на одне домашнє господарство  становив 65 629 доларів США (медіана — 49 840), а середній дохід на одну сім'ю — 82 383 долари (медіана — 66 430). Медіана доходів становила 43 592 долари для чоловіків та 35 380 доларів для жінок. За межею бідності перебувало 15,9 % осіб, у тому числі 19,0 % дітей у віці до 18 років та 6,0 % осіб у віці 65 років та старших.
Цивільне працевлаштоване населення становило 145 038 осіб. Основні галузі зайнятості: освіта, охорона здоров'я та соціальна допомога — 26,9 %, роздрібна торгівля — 11,5 %, виробництво — 9,7 %, науковці, спеціалісти, менеджери — 9,4 %.

## Відомі особистості
- Полін Буш (1886—1969) — американська акторка німого кіно
- Джон Денніс Джонстон (*1945) — американський актор
- Ешлі Грем (*1987) — американська модель та телеведуча, у 2017 році увійшла до п'ятірки найбільш оплачуваних моделей світу.[10]